# Со, Жак де
Граф Жак де Со (фр. Jacques de Saulx; 1620 — 22 декабря 1683, Париж) — французский военачальник, генерал-лейтенант французской королевской армии, писатель
-мемуарист.

## Биография
Сын графа Бюзансе, известного как граф Таванский.
После смерти своего отца стал судебным приставом Дижона. Сторонник полководца Людовика II де Бурбон-Конде. Участвовал в кампаниях Конде. В марте 1648 года стал лагерным маршалом (бригадным генералом), затем в июне 1651 года получил чин генерал-лейтенанта королевской армии.
В 1653 году, из-за возникшего конфликта по поводу раздела командования с Анри Шарлем де ла Тремойлем, оставил армию принца Конде и удалился в одно из его имений недалеко от Лангре.
Написал мемуары, которые были опубликованы через восемь лет после его смерти в Париже в 1691 году под названием Mémoires sur la Fronde (1650—1653).
Был женат на Луизе-Генриетте, дочери Рене Потье, государственного и военного деятеля.

## Избранные сочинения
- Jacques de Saulx, Mémoires de Jacques de Saulx comte de Tavannes suivis de l’histoire de la guerre de Guyenne par Balthazar, Paris, P. Jannet libraire, 1858